# 玉麟 (繙譯進士)
玉麟（?—?），章佳氏，滿洲正蓝旗人，清朝政治人物、繙譯進士。
玉麟為監生出身。乾隆七年，任直隸順德府知府。乾隆十年，登繙譯進士。后授永定河道。乾隆十四年，任直隸按察使。乾隆十六年，任直隸布政使。
女一，宗室果信嫡妻。